# Jevgenij Usťugov
Jevgenij Usťugov, celým jménem Jevgenij Romanovič Usťugov (rusky Евгений Романович Устюгов, * 4. června 1985, Krasnojarsk, Sovětský svaz, dnes Rusko), je ruský biatlonista.
Největších úspěchů v kariéře dosáhl v roce 2010, kdy vyhrál závod s hromadným startem na zimních olympijských hrách ve Vancouveru a na olympijských hrách získal také bronzovou medaili v mužském štafetovém závodě. Ve stejných závodech dokázal získat stříbrné medaile také na domácím mistrovství světa 2011 v Chanty-Mansijsku. V celkovém hodnocení světového poháru dopadl nejlépe v sezóně 2009/2010, kdy obsadil konečné čtvrté místo.
V roce 2018 mu byl prokázán doping, kvůli kterému přišel o zlatou medaili z Olympijských her v Soči v roce 2014.
V únoru 2020 bylo oznámeno, že mu bylo prokázáno porušení dopingových pravidel. Byl proto diskvalifikován ze všech výsledků v sezóně 2013/2014, včetně výsledků olympijských her v Soči.
V listopadu 2024 mu uložen další čtyřletý zákaz činnosti a byly zneplatněny všechny soutěžní výsledky, kterých dosáhl od 24. ledna 2010 do jeho ukončení kariéry na konci sezóny 2013/2014, včetně všech souvisejících medailí, bodů a cen, včetně vancouverské olympiády, kde původně získal zlatou medaili v závodu s hromadným startu a bronzovou medaili ve štafetě mužů.

## Úspěchy

### Olympijské hry
Stupně vítězů na zimních olympijských hrách. Výsledky z olympijských her se započítávají do celkového hodnocení světového poháru.
| Olympijské hry | Místo             | Závod                  | Pořadí           |
| ZOH 2010       | Vancouver, Kanada | Hromadný start (15 km) | Zlatá medaile    |
| ZOH 2010       | Vancouver, Kanada | Štafeta (4 × 7,5 km)   | Bronzová medaile |

### Mistrovství světa
Stupně vítězů na mistrovstvích světa. Výsledky z mistrovství světa se započítávají do celkového hodnocení světového poháru.
| Mistrovství | Místo                  | Závod                  | Pořadí           |
| MS 2011     | Chanty-Mansijsk, Rusko | Hromadný start (15 km) | Stříbrná medaile |
| MS 2011     | Chanty-Mansijsk, Rusko | Štafeta (4 × 7,5 km)   | Stříbrná medaile |

### Světový pohár
Vítězství v závodech světového poháru.
| Sezóna    | Místo               | Závod                   |
| 2009/2010 | Pokljuka, Slovinsko | Stíhací závod (12,5 km) |
| 2009/2010 | Oberhof, Německo    | Sprint (10 km)          |
| 2009/2010 | Ruhpolding, Německo | Štafeta (4 × 7,5 km)    |
| 2012/2013 | Östersund, Švédsko  | Smíšená štafeta         |
| 2012/2013 | Soči, Rusko         | Štafeta (4 × 7,5 km)    |